# Подкова Лесна
Подкова Лесна (пољ. Podkowa Leśna) град је у Пољској у Војводству мазовском. По подацима из 2012. године број становника у месту је био 3923.

## Становништво
| 2012. |
| ----- |
| 3.923 |

## Партнерски градови
- Пједимонте Сан Ђермано